# かごはら自動車学校
かごはら自動車学校（かごはらじどうしゃがっこう）は、埼玉相和株式会社が運営する埼玉県熊谷市にある埼玉県公安委員会指定自動車教習所である。

## 沿革
- 1962年（昭和37年）2月22日 - 開校
- 1966年（昭和41年） - 全車種（第一種）指定

## 取得できる免許
第一種運転免許全て
- 中型自動車
- 準中型自動車
- 普通自動車第一種・第二種
- 大型特殊自動車
- けん引
- 大型自動二輪車
- 普通自動二輪車

## 使用車両
- 普通車 - マツダ・アクセラ(AT)・マツダ教習車(MT)
- 準中型車 ‐ 日野・デュトロ・トヨタ・ダイナ
- 中型車 - いすゞ・フォワード
- 二輪

## 周辺施設
- 熊谷市立籠原小学校
- 籠原病院
- 航空自衛隊熊谷基地

## 交通アクセス
- JR高崎線籠原駅南口から送迎バスで3分